# Leptogenys pangui
Leptogenys pangui  (лат.) — вид муравьёв (Formicidae) рода Leptogenys из подсемейства Ponerinae. Китай, Юньнань. Муравьи среднего размера чёрного цвета (TL 12,8-13,5 мм). Глаза крупного размера, расположены в переднебоковых частях головы. Жвалы вытянутые, сомкнутые прикасаются к клипеусу (без зазора между ними), с 1 апикальным и 1 базальным зубцами на жевательном крае, внутренний край с 1 зубцом. Голова вытянутая (CI: 65). Скапус усика длинный, превышает затылочный край головы на половину своей длины (SI: 206-216). Голова и брюшко, в основном, гладкие и блестящие.  Усики 12-члениковые. Нижнечелюстные щупики 4-члениковые, нижнегубные щупики состоят из 4 сегментов. Стебелёк состоит из одного членика (петиоль). Петиоль длиннее своей ширины. Вид был впервые описан в 2000 году китайским мирмекологом Сюй Чжэнхуэем (Dr. Zhenghui Xu, Faculty of Conservation Biology, Southwest Forestry College, Куньмин, Юньнань, Китай). Этот вид сходен с видом  Leptogenys chinensis, отличаясь треугольной формой петиоля и более крупным размером.